# 큰광대근
큰광대근 또는 대관골근(大顴骨筋)은 웃거나 미소 짓기 위하여 입을 위나 뒤로 들어 올리는 작용을 하는, 광대뼈에서 시작하는 얼굴의 표정 근육이다.

## 같이 보기
- 작은광대근